# Mint egy főnök
A Mint egy főnök (eredeti cím: Like a Boss) 2020-ban bemutatott amerikai filmvígjáték, amelyet Sam Pitman és Adam Cole-Kelly forgatókönyvéből Miguel Arteta rendezett. A film zenéjét Christophe Beck és Jake Monaco szerezte. A főbb szerepekben Tiffany Haddish, Rose Byrne, Jennifer Coolidge, Natasha Rothwell és Billy Porter látható.
Az Amerikai Egyesült Államokban 2020. január 10-én mutatta be a Paramount Pictures. Magyarországon 2020. március 5-én került mozikba az UIP-Dunafilm forgalmazásában.

## Cselekmény
Két barát megpróbálja megmenteni kozmetikai cégét egy gátlástalan iparmágnástól.

## Szereplők
| Szereplő    | Színész            | Magyar hang     |
| ----------- | ------------------ | --------------- |
| Mia Carter  | Tiffany Haddish    | Peller Anna     |
| Mel Paige   | Rose Byrne         | Balsai Móni     |
| Claire Luna | Salma Hayek        | Ullmann Mónika  |
| Sydney      | Jennifer Coolidge  | Orosz Anna      |
| Barrett     | Billy Porter       | Rába Roland     |
| Josh Tinker | Karan Soni         | Dankó István    |
| Jill        | Natasha Rothwell   | Náray Erika     |
| Kim         | Jessica St. Clair  | Bognár Anna     |
| Angela      | Ari Graynor        | Mezei Kitty     |
| Ron         | Jimmy O. Yang      | Miller Dávid    |
| Greg        | Ryan Hansen        | Makranczi Zalán |
| Harry       | Jacob Latimore     | Hajdu Tibor     |
| Shay        | Lisa Kudrow        | Nyírő Beáta     |
| Lola        | Veronica Merrell   | Boldog Emese    |
| Layla       | Vanessa Merrell    | Staub Viktória  |
| Brook       | Caroline Arapoglou | Mórocz Adrienn  |
| Byron       | Seth Rollins       |                 |